# Mellois
Le  Mellois   est une région naturelle de France située en Nouvelle-Aquitaine, au sud du département des Deux-Sèvres.

## Géographie

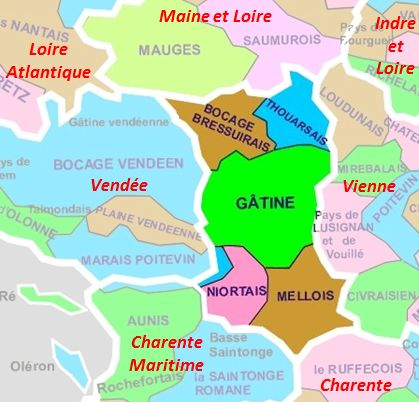
Les régions naturelles du département des Deux-Sèvres

### Situation
Le pays traditionnel du Mellois est situé au sud du département des Deux-Sèvres. C’est la ville de Melle qui lui a donné son nom. Il est entouré par les régions naturelles suivantes :
- Au nord par le Pays de Lusignan et de Vouillé, le Haut Val de Sèvre et la Gâtine poitevine.
- A l’est par le Civraisien.
- Au sud par le Ruffécois et la Basse Saintonge.
- A l’ouest par le Niortais.

Il est situé sur le chemin de Saint-Jacques de Compostelle

### Le terroir
Le pays est une région d’élevage caprin et bovin. Il est réputé pour ses fromages de chèvre tels que le Mothais sur feuille, le Bougon, le Chabichou. Il existe aussi quelques spécialités pâtissières telles que le Tourteau fromager de Lezay, la Fouace Mothaise ou le petatou.

## Micro-pays
Du nord au sud du Mellois trois micro-pays se succèdent :

### La plaine deLezay
D’une longueur de 40 km pour une largeur d’environ 10 km cette plaine est un bassin argileux bien arrosé couvert de prairies où paissent les vaches et les chèvres. Les prairies et les champs de céréales y alternent harmonieusement.

### Le plateau mellois
Ce plateau calcaire ondule doucement et offre un paysage bocager et verdoyant aux promeneurs.

### La plaine deBrioux
Terre argilo-calcaire moins arrosée que le plateau mellois voisin, on y cultive les céréales. Les bois et les landes alternent avec les champs et les prairies.

## Histoire
Le peuplement de la région est ancien. L’époque gallo-romaine a été prospère grâce à la présence de mines de plomb argentifère.

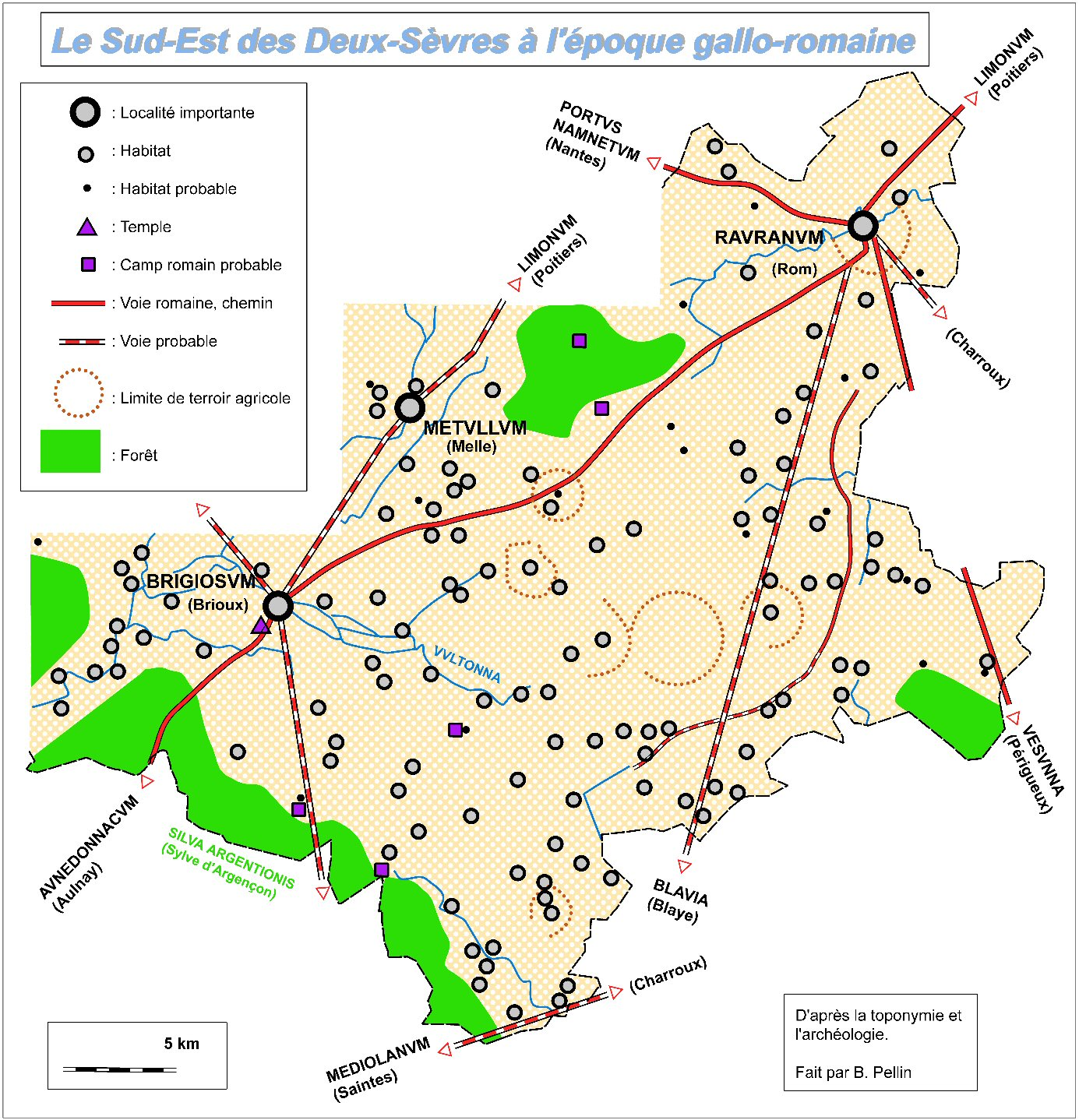
Carte du Mellois à l'époque gallo-romaine d'après la toponymie et l'archéologie.

Au tout début de l'époque carolingienne, les mines de Melle, en Poitou, situées sous la ville et aux alentours, fournissent la part la plus importante de l'argent produit dans l'Empire. Les Francs y établirent des ateliers de monnaies.
Vers la fin du VIIIe siècle, Charlemagne réforme le système monétaire qui reposera dès lors sur la frappe de monnaie en argent. Les fouilles des mines de Melle, en Poitou-Charentes, témoignent d’une exploitation de galène argentifère entre le VIIe et le Xe siècle. Le plomb était utilisé pour la couverture d’édifices, les canalisations ou la vaisselle, tandis que l’argent était destiné à la fabrication de monnaies. 
848 : Raids vikings en Poitou, sur Melle et le Mellois.
Au Moyen-Âge, le Mellois était élevé en vicomté, viguerie et châtellenie qui dépendait des comtes de Poitiers. Les guerres de Eeligion y furent intenses au XIVe siècle.

## Lieux et monuments
- Abbaye Royale de Celles-sur-Belle

- Mines d'argent des Rois Francs de Melle

- Église de Javarzay

- Château de Javarzay
- Église de Sauzé-Vaussais
- Église de Saint-Romans-lès-Melle
- Église de Melle dont l'église Saint-Hilaire, classée au patrimoine mondial de l'UNESCO au titre de la Voie de Saint-Jacques-de-Compostelle
- Église de Maisonnay
- Lanterne des morts de Brioux-sur-Boutonne
- Lanterne des morts de Pers